# Mantgum
Mantgum est un village de la commune néerlandaise de Leeuwarden, dans la province de Frise.

## Géographie
Le village est situé à 8 km au sud-ouest de Leeuwarden.

## Histoire
Mantgum fait partie de la commune de Baarderadeel avant 1984, puis de Littenseradiel avant le 1er janvier 2018, où celle-ci est supprimée. Depuis cette date, Mantgum appartient à Leeuwarden.

## Démographie
Le 1er janvier 2018, le village comptait 1 145 habitants.